# ياسر علي ديب
ياسر علي ديب (ولد 1959 م) إعلامي رياضي سوري؛ مذيع ومعلِّق وصحفي ومحلِّل. بدأ مسيرته الإعلامية عام 1978 في التلفزة السورية، ثم انتقل إلى شبكة أوربت عام 1996 حتى 2022. وانتقل في أوائل 2024 إلى القناة الرياضية (SSC) السعودية.
له اهتمام بريادة الأعمال، ومشاريع الإعلام الرياضي.

## سيرته
وُلد ياسر علي ديب في حي كفرسوسة في ريف دمشق عام 1959م، درسَ في كلية الحقوق بجامعة دمشق، وحصل منها على الإجازة في الحقوق (بكالوريوس)، وكانت أسرته ترغب في أن يكون محاميًا، لكنه اتبع شغفَه بالإعلام الرياضي، وكان تقدَّم لمسابقة أقيمت عام 1977م لانتقاء معلِّقين رياضيين في سورية، وهو حينئذٍ في 18 فقط من عمره، فنجح واختِيرَ معلِّقًا رياضيًّا من بين 600 متسابق، وكان من زملائه الناجحين الإعلامي الرياضي أيمن جادة.
بدأ ياسر عمله في التلفاز السوري عام 1978م، وتدرَّب على يد عميد الإعلام الرياضي السوري ومدير البرامج الرياضية في الإذاعة والتلفزة السورية ورئيس تحرير صحيفة الاتحاد الرياضية الأستاذ عدنان بوظو.
وبعد حضور دورات تدريبية عديدة بدأ معلِّقًا أمام الجمهور العربي العريض في كأس العالم بالأرجنتين عام 1978م. وعمل مقدِّمَ برامج تلفازية رياضية مثل برنامج (الأحد الرياضي)، و(ألو رياضة)، وشارك أستاذه عدنان بوظو في التعليق على المباريات المهمَّة الدَّولية للمنتخب السوري. وقدَّم برامج أُخرى منوَّعات فنية مثل برنامج (مسابقة النجوم)، وبرنامج (صوت وصورة).
وكانت انطلاقتُه الحقيقية حين اختاره اتحادُ إذاعات الدول العربية ليكونَ ضمن فريق معلِّقي كأس العالم عام 1994م في الولايات المتحدة، وكان من أفضل معلِّقي الاتحاد في البطولة صوتًا وأداءً وثقافة كروية. وكذلك علَّق على بطولة الألعاب الآسيوية في هيروشيما.
يجد نفسه صَحَفيًّا أكثرَ من معلِّق أو مذيع، ولكنَّ دخوله مجال التعليق والتقديم حَجَبه عن الصِّحافة المكتوبة.
عمل مراسلًا رياضيًّا في دمشق لكلٍّ من هيئة الإذاعة البريطانية (BBC) ومركز تلفزيون الشرق الأوسط قناة (mbc).
ورَأَسَ نادي بردى الرياضي في دمشق عام 1995م.
ثم انتقل إلى إيطاليا للعمل في قنوات أوربت عام 1996م، واكتسب فيها خبرات كثيرة. ثم استقرَّ في مدينة الرياض إلى عام 2022. وانتقل في أوائل 2024 إلى القناة الرياضية (SSC) السعودية، مقدِّمًا ومحلِّلًا، بتوجيه من معالي المستشار تركي آل الشيخ.
متزوِّج و له 4 بنات.

## مؤلفاته
- أبطال الدوري والكأس 84.[5]

## وصلات خارجية
- المعلق الرياضي ياسر علي ديب في برنامج وينك؟ مع محمد الخميسي
- الصحفي الرياضي ياسر علي ديب ضيف ليالي رمضان مع فهد البرقان
- برشلونة vs تشيلسي 5-1 الدوري الأبطال 2018 تعليق ياسر علي ديب
- المعلق السوري الشهير ياسر علي ديب يظهر من جديد على قنوات السعودية الرياضية بعد طول غياب